# Giải Vô địch Cờ vua Latvia

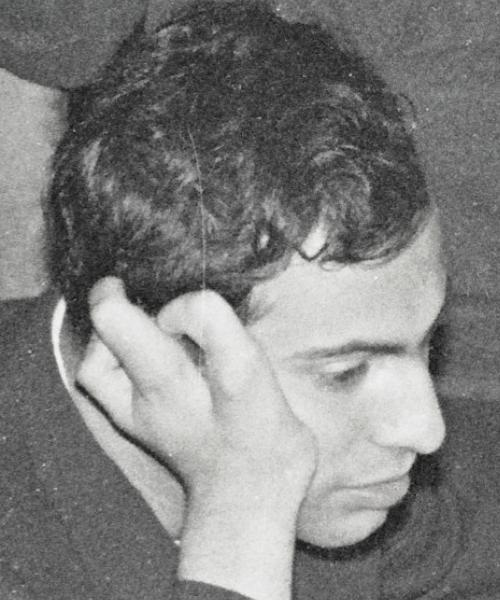
Mikhail Tal vô địch 2 lần vào các năm 1953 và 1965.

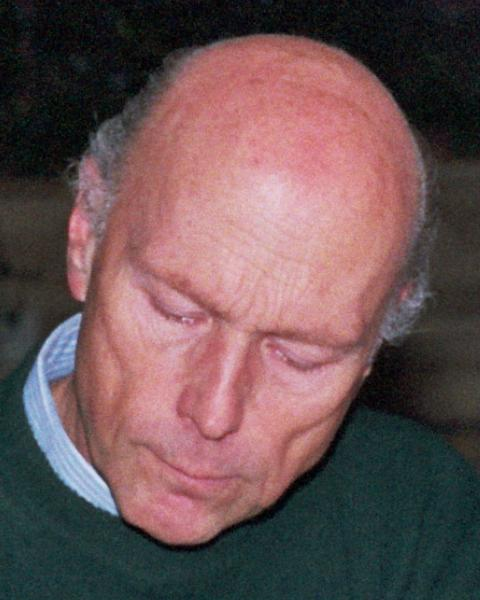
Jānis Klovāns vô địch 9 lần: 1954, 1962, 1967, 1968, 1970, 1971, 1975, 1979, và 1986.

Aivars Gipslis vô địch 8 lần: 1955, 1956, 1957, 1960, 1961, 1963, 1964, và 1966.

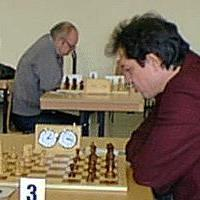
Edvīns Kengis vô địch 8 lần: 1984, 1987, 1988, 1989, 1990, 1997, 2004 và 2005.

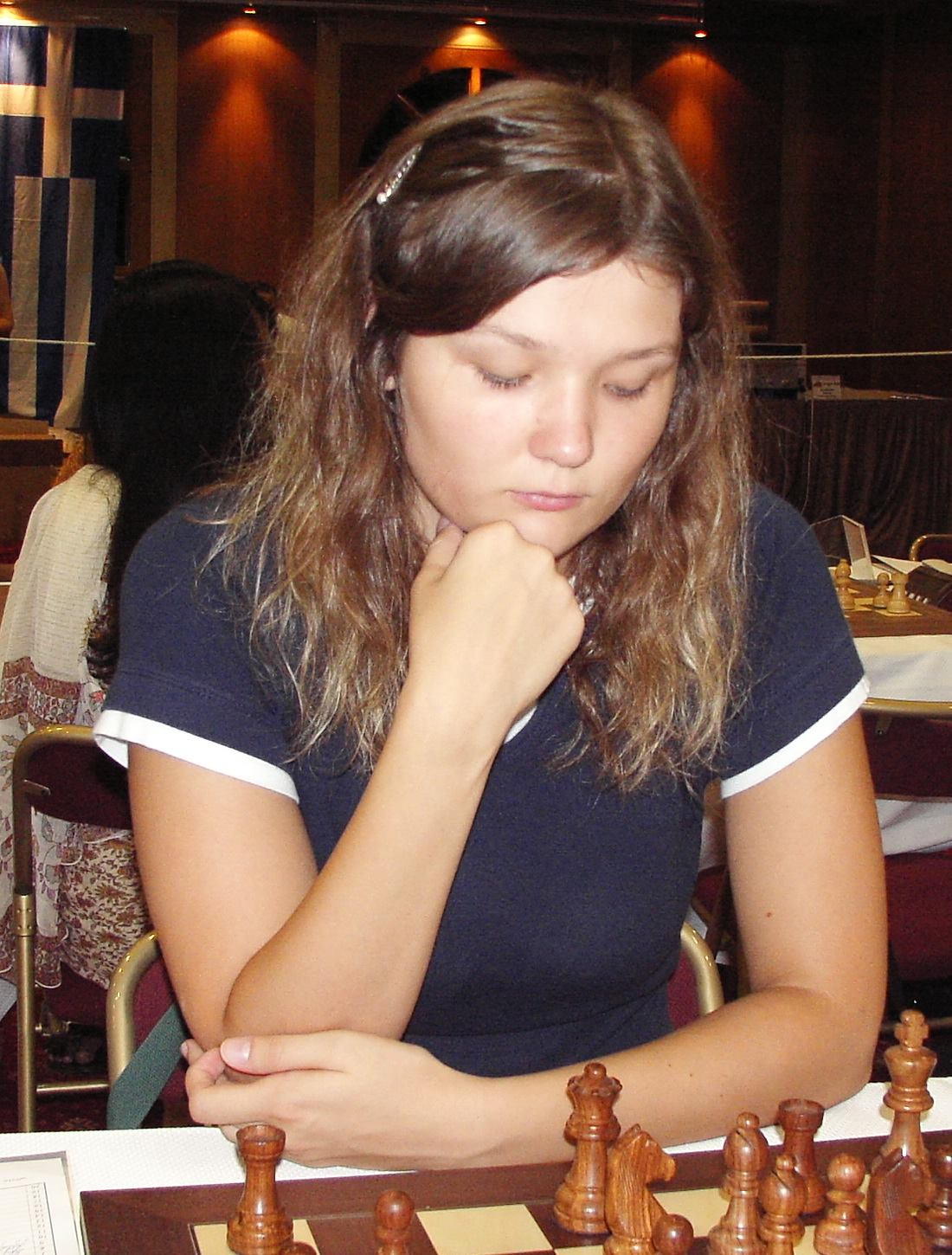
Laura Rogule vô địch giải nữ 8 lần: 2003, 2005, 2006, 2009, 2010, 2011, 2013 và 2015.

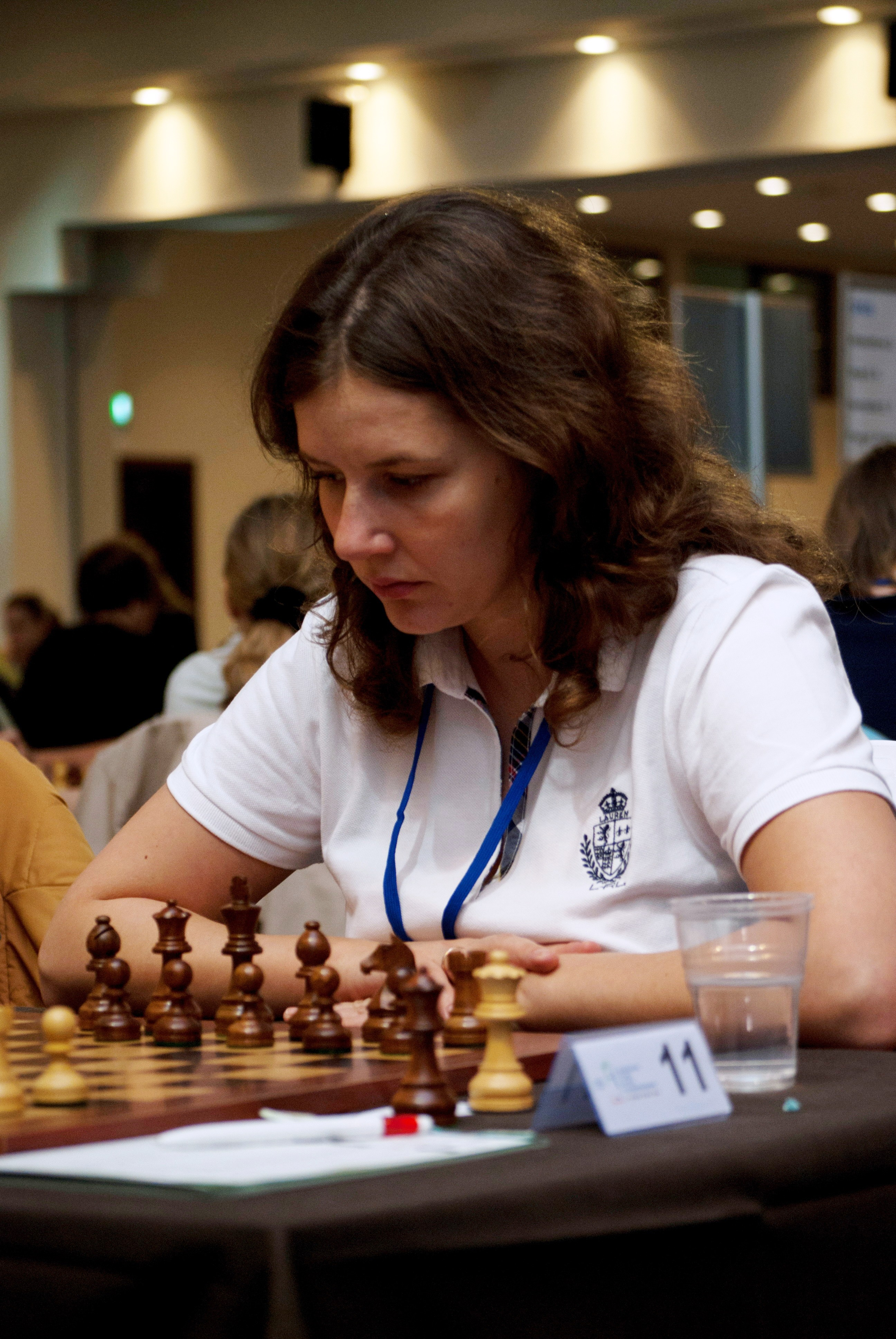
Dana Reizniece vô địch vào các năm 1998, 1999, 2000 và 2000.

## Lịch sử
Các kỳ thủ chuyên nghiệp Latvia xuất hiện từ thế kỷ 19. Họ tham dự trong các giải đấu cờ vua được tổ chức bởi Hiệp hội Cờ vua Riga (Riga Chess Association). Sau Chiến tranh Thế giới I, khi Latvia trở thành một nước độc lập, giải Vô địch Cờ vua Latvia chính thức được thành lập, được gọi là Đại hội Cờ vua Latvia. Đại hội Cờ vua Latvia lần đầu được tổ chức vào năm 1924. Giải thường được tổ chức ở Riga nhưng đôi khi ở những thành phố khác.

## Vô địch
| Năm    | Thành phố                  | Vô địch Nam                            | Vô địch Nữ                      |
| ------ | -------------------------- | -------------------------------------- | ------------------------------- |
| 1924   | Riga                       | Hermanis Matisons                      |                                 |
| 1926-7 | Riga                       | Fricis Apšenieks                       |                                 |
| 1930-1 | Riga                       | Vladimirs Petrovs                      |                                 |
| 1932   | Jelgava                    | Movsas Feigins                         |                                 |
| 1934   | Riga                       | Fricis Apšenieks                       |                                 |
| 1935   | Riga                       | Vladimirs Petrovs                      |                                 |
| 1937   | Riga                       | Vladimirs Petrovs                      | Milda Lauberte[1]               |
| 1938-9 | Riga                       | Vladimirs Petrovs                      | Elise Vogel[2]                  |
| 1941   | Riga                       | Alexander Koblents                     | Marta Krūmiņa-Vitrupe           |
| 1943   | Riga                       | Igors Ždanovs                          | Milda Lauberte                  |
| 1944   | Udelnaya                   | Voldemārs Mežgailis                    |                                 |
| 1945   | Riga                       | Alexander Koblents[3]                  |                                 |
| 1946   | Riga                       | Alexander Koblents                     |                                 |
| 1947   | Riga                       | Zigfrīds Solmanis                      |                                 |
| 1948   | Riga                       | Augusts Strautmanis[4]                 | Milda Lauberte                  |
| 1949   | Riga                       | Alexander Koblents[5]                  | Milda Lauberte                  |
| 1950   | Riga                       | Voldemārs Mežgailis                    | Milda Lauberte                  |
| 1951   | Riga                       | Mark Pasman                            | Milda Lauberte                  |
| 1952   | Riga                       | Jānis Kļaviņš                          | Milda Lauberte[6]               |
| 1953   | Riga                       | Mikhail Tal                            | Milda Lauberte                  |
| 1954   | Riga                       | Jānis Klovāns                          | Milda Lauberte[7]               |
| 1955   | Riga                       | Aivars Gipslis                         | Milda Lauberte[8]               |
| 1956   | Riga                       | Aivars Gipslis                         | Milda Lauberte                  |
| 1957   | Riga                       | Aivars Gipslis                         | Milda Lauberte[9]               |
| 1958   | Riga                       | Israel Zilber[10]                      | Zara Nakhimovskaya              |
| 1959   | Riga                       | Kārlis Klāsups[11]                     | Zara Nakhimovskaya              |
| 1960   | Riga                       | Aivars Gipslis                         | Milda Lauberte                  |
| 1961   | Riga                       | Aivars Gipslis                         | Zara Nakhimovskaya              |
| 1962   | Riga                       | Jānis Klovāns                          | Zara Nakhimovskaya              |
| 1963   | Riga                       | Aivars Gipslis                         | Astra Klovāne                   |
| 1964   | Riga                       | Aivars Gipslis                         | Astra Klovāne                   |
| 1965   | Riga                       | Mikhail Tal                            | Astra Klovāne                   |
| 1966   | Riga                       | Aivars Gipslis                         | Benita Vēja[12]                 |
| 1967   | Riga                       | Jānis Klovāns                          | Vija Rožlapa                    |
| 1968   | Riga                       | Jānis Klovāns[13]                      | Sarma Sedleniece[14]            |
| 1969   | Riga                       | Anatolijs Šmits[15]                    | Astra Klovāne                   |
| 1970   | Riga                       | Jānis Klovāns                          | Astra Klovāne                   |
| 1971   | Riga                       | Jānis Klovāns                          | Vija Rožlapa                    |
| 1972   | Riga                       | Lev Gutman                             | Vija Rožlapa                    |
| 1973   | Daugavpils (nam) Riga (nữ) | Alvis Vitolinš                         | Tamāra Vilerte Ingrīda Priedīte |
| 1974   | Riga                       | Juzefs Petkēvičs Vladimir Kirpichnikov | Vija Rožlapa                    |
| 1975   | Riga                       | Jānis Klovāns Anatolijs Šmits          | Astra Goldmane                  |
| 1976   | Riga                       | Alvis Vitolinš                         | Ilze Rubene                     |
| 1977   | Riga                       | Alvis Vitolinš                         | Astra Klovāne                   |
| 1978   | Riga                       | Alvis Vitolinš                         | Astra Klovāne                   |
| 1979   | Riga                       | Jānis Klovāns                          | Ingrīda Priedīte                |
| 1980   | Riga                       | Valērijs Žuravļovs                     | Tatjana Voronova                |
| 1981   | Riga                       | Aleksander Wojtkiewicz                 | Astra Goldmane                  |
| 1982   | Riga (nam) Jūrmala (nữ)    | Alvis Vitolinš                         | Anda Šafranska                  |
| 1983   | Riga                       | Alvis Vitolinš                         | Astra Goldmane[16]              |
| 1984   | Riga                       | Edvīns Ķeņģis                          | Anda Šafranska                  |
| 1985   | Riga                       | Alvis Vitolinš Juzefs Petkēvičs        | Tatjana Voronova                |
| 1986   | Riga                       | Jānis Klovāns[17]                      | Tatjana Voronova                |
| 1987   | Riga                       | Edvīns Ķeņģis                          | Tatjana Voronova                |
| 1988   | Riga                       | Edvīns Ķeņģis                          | Natālija Jerjomina              |
| 1989   | Riga                       | Edvīns Ķeņģis[18]                      | Ingūna Erneste                  |
| 1990   | Riga                       | Edvīns Ķeņģis                          | Anda Šafranska                  |
| 1991   | Riga                       | Normunds Miezis[19][20]                | Anda Šafranska                  |
| 1992   | Riga                       | Valērijs Žuravļovs[21][22]             | Anna Hahn[23]                   |
| 1993   | Riga                       | Zigurds Lanka                          | Anda Šafranska                  |
| 1994   | Riga                       | Valērijs Žuravļovs                     | Anda Šafranska[24]              |
| 1995   | Riga                       | Igors Rausis                           | Ilze Rubene[25]                 |
| 1996   | Riga                       | Daniel Fridman                         | Anda Šafranska                  |
| 1997   | Riga                       | Edvīns Ķeņģis                          | Anda Šafranska                  |
| 1998   | Riga                       | Māris Krakops[26]                      | Dana Reizniece[27]              |
| 1999   | Riga                       | Arturs Neikšāns                        | Dana Reizniece                  |
| 2000   | Riga                       | Viesturs Meijers                       | Dana Reizniece                  |
| 2001   | Riga                       | Guntars Antoms                         | Dana Reizniece                  |
| 2002   | Riga                       | Ilmārs Starostīts[28]                  | Ingūna Erneste                  |
| 2003   | Riga                       | Evgeny Sveshnikov                      | Laura Rogule                    |
| 2004   | Riga                       | Edvīns Ķeņģis[29]                      | Ilze Bērziņa[29]                |
| 2005   | Riga                       | Edvīns Ķeņģis                          | Laura Rogule                    |
| 2006   | Riga                       | Normunds Miezis                        | Laura Rogule                    |
| 2008   | Mežezers                   | Evgeny Sveshnikov                      | Ilze Bērziņa                    |
| 2009   | Mežezers                   | Vitālijs Samoļins[30]                  | Laura Rogule                    |
| 2010   | Mežezers                   | Evgeny Sveshnikov                      | Laura Rogule                    |
| 2011   | Mežezers                   | Arturs Neikšāns                        | Laura Rogule                    |
| 2012   | Riga                       | Vitālijs Samoļins                      | Ilze Bērziņa                    |
| 2013   | Riga                       | Igor Kovalenko                         | Laura Rogule                    |
| 2014   | Riga                       | Igor Kovalenko                         | Katrīna Šķiņķe                  |
| 2015   | Riga                       | Arturs Neikšāns                        | Laura Rogule                    |
| 2016   | Riga                       | Vladimir Sveshnikov                    | Laura Rogule                    |
| 2017   | Riga                       | Arturs Bernotas                        | Linda Krūmiņa                   |
| 2018   | Riga                       | Nikita Meshkovs                        | Elizabete Limanovska            |
| 2019   | Riga                       | Arturs Neikšāns                        | Ilze Bērziņa                    |
| 2020   | Riga                       | Zigurds Lanka                          | Laura Rogule                    |
| 2021   | Riga                       | Rolands Bērziņš                        | Laura Rogule                    |
| 2022   | Riga                       | Ilmārs Starostīts                      | Laura Rogule                    |
| 2023   | Riga                       | Toms Kantāns[31]                       | Laura Rogule[32]                |
| 2024   | Riga                       | Guntis Jankovskis[33]                  | Ilze Bērziņa[34]                |
| 2025   | Riga                       | Arturs Neikšāns[35]                    | Marija Kuzņecova[36]            |

## Liên kết
- http://en.wikipedia.org/wiki/Latvian_Chess_Championship
- Whyld, Ken (1986), Chess: The Records, Guinness Books, tr. 104–105, ISBN 0-85112-455-0 (results through 1985)
- Popovsky, Alexey, Russian Chess Base chapter "Championships of Republics" (Latvian Championships results: 1941–1990)
- Daugavpils Chess chapter "Turnīri - Latvijas čempionātu rezultāti" (Latvian Championships results: 1924–1993)
- Crowther, Mark (ngày 17 tháng 3 năm 2003), THE WEEK IN CHESS 436: Latvian Championships 2003, London Chess Center, Bản gốc lưu trữ ngày 11 tháng 10 năm 2012, truy cập ngày 28 tháng 12 năm 2012
- Crowther, Mark (ngày 23 tháng 8 năm 2004), THE WEEK IN CHESS 511: Riga 2004, London Chess Center, Bản gốc lưu trữ ngày 6 tháng 3 năm 2012, truy cập ngày 28 tháng 12 năm 2012
- Crowther, Mark (ngày 23 tháng 5 năm 2005), THE WEEK IN CHESS 550: Latvian Championships, London Chess Center, Bản gốc lưu trữ ngày 11 tháng 10 năm 2007, truy cập ngày 28 tháng 12 năm 2012
- Crowther, Mark (ngày 17 tháng 4 năm 2006), THE WEEK IN CHESS 597: Latvian Championships, London Chess Center, Bản gốc lưu trữ ngày 5 tháng 7 năm 2009, truy cập ngày 28 tháng 12 năm 2012
- Žuravļevs, N.; Dulbergs, I.; Kuzmičovs, G. (1980), Latvijas šahistu jaunrade (bằng tiếng Latvia), Riga: Avots (results through 1979)